# TVer
TVer는 일본의 광고 지원 주문형 비디오 (AVOD) 서비스이다. 2015년 10월 도쿄의 5개 민영 방송사인 Nippon TV, TV Asahi, TBS Television, TV Tokyo 및 Fuji Television에 의해 설립되었다. 시청자들이 첫 방송에서 놓친 TV 프로그램을 일주일 동안 무료로 시청할 수 있다. 또한 이 서비스는 동시 스트리밍을 제공하여 시청자가 TV 방송과 동시에 프로그램을 시청할 수 있도록 한다.
TVer는 2020년 10월 현재 일본 전역 115개 방송국의 콘텐츠를 제공하고 2023년 현재 650개 프로그램에 대한 액세스를 제공한다.

## 개요
해적판 콘텐츠·부정 복사 방지·대항을 목적으로 2015년 10월 26일에 서비스가 개시되었다. 스마트폰이나 태블릿 용 TVer 전용 앱이나 PC 상의 웹 브라우저를 이용하여 민방 TV 국이 제공하는 TV 프로그램이나 동영상 콘텐츠를 시청할 수 있다.
재경민방 5사는 당 서비스 개시 이전부터 독자적인 놓치지 않는 전달 서비스를 각각 운영하고 있지만, 'TVer'는 이들을 일원적으로 집약시킨 포털 서비스 로서의 역할도 담당한다.
인프라에 브라이트코브의 동영상 전달 플랫폼 Brightcove Video Cloud 와 기계 학습 을 사용한 인코딩 기술 Context Aware Encoding 을 채용하고 있다.